# Oneota

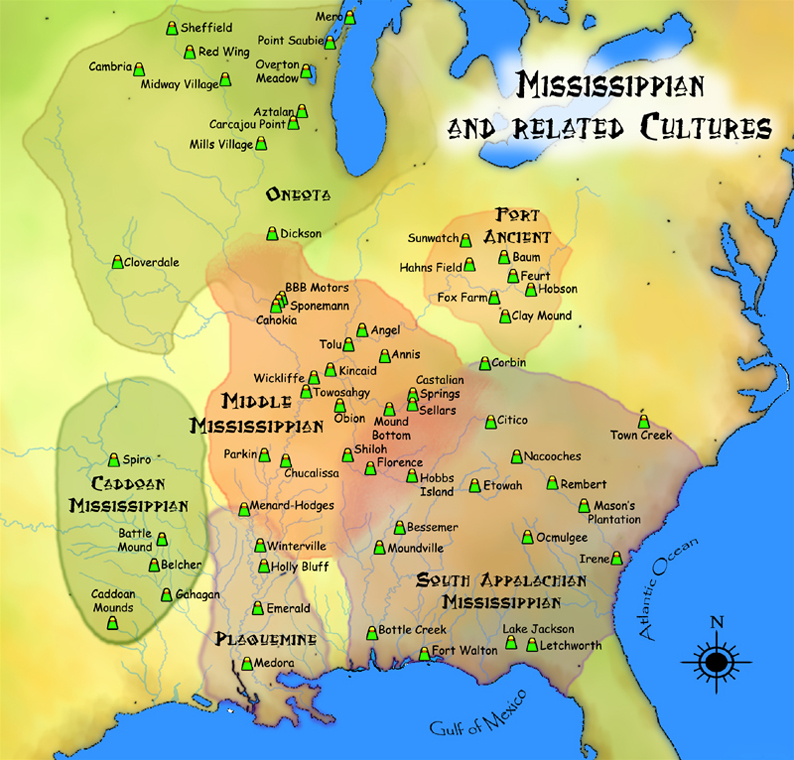
Karte, die die ungefähren Gebiete verschiedener Mississippi- und verwandter Kulturen, einschließlich der Oneota, zeigt.

Oneota ist eine von Archäologen verwendete Bezeichnung für einen kulturellen Komplex, der in den östlichen Plains der High Plains und im Gebiet der Großen Seen der heutigen Vereinigten Staaten von etwa 900 n. Chr. bis etwa 1650 oder 1700 existierte. Nach der Klassifizierung in Gordon Willeys und Philip Phillips’  Buch Method and Theory in American Archaeology von 1958 gehört die Oneota-Kultur zur „formativen Periode“. Es wird angenommen, dass die Kultur in verschiedene Sioux-Kulturen der protohistorischen und historischen Zeit überging, wie z. B. die der Ioway. Eine seit langem vermutete Abstammung von den Ho-chunk konnte bis heute noch nicht schlüssig nachgewiesen werden.
Die Oneota-Kultur gilt als Hauptbestandteil der oberen Mississippi-Kultur. Sie zeichnet sich durch kugelförmige, muscheltemperierte Töpferwaren aus, die oft grobfaserig sind. Die Stücke weisen häufig einen kugelförmigen Körper, kurze Hälse und/oder eine flache Lippe auf. Gelegentlich wurden die Gefäße auch mit Riemenhenkel versehen. Verzierungen bestehen zumeist aus Wellen- und Zickzacklinien, die oft parallel verlaufen. Die meisten Verzierungen wurden auf der oberen Hälfte der Gefäße angebracht.
Analytisch betrachtet wurde die Kultur in verschiedene Phasen oder Horizonte unterteilt. Allgemein als anerkannt gelten folgende:
- Emergent Horizon (ca. 900 bis 1000 AD),
- Developmental Horizon (ca. 1000 bis 1300 AD),
- Classic Horizon (ca.  1300–1650 AD) (zuvor als Oneota Aspect bezeichnet),
- Historic Horizon (nach der Kontaktaufnahme, im Allgemeinen nach 1650).

Darüber hinaus wurde die Oneota-Kultur aufgrund von stilistischen und sozioökonomischen Unterschieden geografisch aufgeteilt. Einige dieser Traditionen sind Orr, Langford und Fisher-Huber.
Auf dem Speiseplan der Oneota standen Mais, Bohnen und Kürbisse, Wildreis, Nüsse, Fisch, Hirsche und Bisons, die je nach Region und Ort variierten.
Beziehungen zur mittleren Mississippi-Kultur waren vorhanden, sind aber noch nicht eindeutig geklärt. Auch ist nicht klar, ob sich das Oneota-Volk an Ort und Stelle aus den späten Woodland-Kulturen entwickelt hat, ob es invasiv war, bzw. ob es das Ergebnis des Einflusses von (proto-)mittelmississippianischen Völkern war oder ob es sich um eine Mischung aus beidem handelt.